# مؤشر الدهون الصلبة
مؤشر الدهون الصلبة (SFI) هو يقيس نسبة الدهون التي تتواجد في الحالة الكرستالية (الصلبة) إلى الدهون الكلية (الجزء المتبقي يكون في حالة سائلة ) عبر تدرج في الحرارة .و يقاس باستخدام جهاز قياس التوسع (dilatometer ) الذي يعتمد على التمدد الحراري للمواد ، فتتمدد الدهون نتيجة تعريضها للحرارة ، أما عن أخذ قياسات الكثافة فتتم عن طريق سلسلة من نقاط الفحص للحرارة المعيارية. المنحنى الناتج من دراسة العلاقة بين مؤشر الدهون الصلبة إلى الحرارة يرتبط بخصائص الذوبان والنكهة. على سبيل المثال، الزبدة الحيوانية لديها منحنى يتصف بالحدّية ، مما يشير إلى أنها تذوب بسرعة و تطلق النكهة بشكل سريع .